# Trận chung kết SAFA năm 1898
Bản mẫu:Infobox Australian rules football match Trận chung kết SAFA năm 1898 là trận đấu vô địch kết thúc mùa giải SAFA năm 1898. Trận đấu đã mang lại chiến thắng cho South Adelaide, người đã đánh bại Port Adelaide với 24 điểm.